# Bruce Gilden
Bruce Gilden (* 16. října 1946, Brooklyn, New York) je americký pouliční fotograf. Je nejznámější svými close-up portrétními záběry lidí na ulicích New Yorku pořízenými s pomocí blesku. Vydal celou řadu vlastních fotografických knih, získal cenu European Publishers Award for Photography a také Guggenheimovo stipendium. Gilden je od roku 1998 členem umělecké skupiny Magnum Photos.

## Život a dílo
Gilden se narodil v Brooklynu v New Yorku. Během studia sociologie na Státní pensylvánské univerzitě viděl v roce 1968 film Blowup (Zvětšenina) Michelangela Antonioniho. Pod vlivem tohoto filmu si pořídil první fotoaparát a začal navštěvovat večerní školu fotografie na School of Visual Arts v New Yorku. Gilden, fascinovaný lidmi na ulici a myšlenkou vizuální spontánnosti, se rozhodl pro kariéru fotografa. Pro jeho tvorbu je typické používání blesku. Většinu života dělal černobílé snímky, ale v rámci projektu Magnum's Postcards From America přešel k fotoaparátu Leica S a začal fotografovat barevně a digitálně. Gilden je od roku 1998 členem mezinárodní agentury Magnum Photos.
Jeho prvním velkým projektem byli lidé na ostrově Coney. Fotografoval život na ulicích New Yorku, japonské gangstery z Jakuzy, bezdomovce, prostitutky a v letech 1995 až 2000 členy motorkářských gangů. Gilden byl fascinován dualitou a dvojím životem těch, které na snímcích zachytil. Zdokumentoval také irský venkov a tamní dostihy, ale i rituály voodoo na Haiti.
O Gildenovi byl natočen dokumentární film Misery Loves Company: Život a smrt Bruce Gildena (2007).

## Publikace

### Gildenovy publikace
- The Small Haiti Portfolio (Limited Edition), Helsinki, Finland, 1990.
- Facing New York, Manchester, UK: Cornerhouse Publications, 1992. ISBN 978-0-948797-07-1. Published in conjunction with an exhibition at the Chrysler Museum of Art, Norfolk, VA.
- Bleus, Mission Photographique Transmanche (Cross Channel Photographic Mission) no. 13. Douchy-les-Mines, France: Centre Régional de la Photographie (CRP) (Regional Centre for Photography), Nord Pas-de-Calais, 1994.
- Haïti, Dreams and Nightmares. Stockport, UK: Dewi Lewis and Paris: Marval, 1997.
- After the Off. Stockport, UK: Dewi Lewis, 1999. ISBN 978-1-899235-17-9. Foto: Gilden, příběh: Dermot Healy.
- Ciganos. Lisbon, Portugal: Centro Portuguès de Fotografia, 1999.
- Haiti. Stockport, UK: Dewi Lewis and Paris: Marval, 1999. ISBN 978-1-899235-55-1.
- Go. Londýn: Trebruk a New York: Magnum Photos, 2000. ISBN 978-0953890101.
- Coney Island. Londýn: Trebruk, 2002. ISBN 978-0-9538901-2-5.
- A Beautiful Catastrophe. Brooklyn, NY: Powerhouse, 2005. ISBN 978-1-57687-238-3.
- Fashion Magazine. Paris: Magnum Photos, 2006. ISBN 978-1-933045-43-6. Texty: Hedi Slimane, Viktor & Rolf, Azzedine Alaïa, Ingrid Sischy, Bob Colacello a Francesco Vezzoli. Anglicky a francouzsky.
- Bruce Gilden. Stern Portfolio No.64. Krefeld, Germany: teNeues, 2011. ISBN 978-3-652000-05-5.
- Foreclosures. Londýn: Browns, 2013. ISBN 978-0-956532-48-0. Available in standard edition (edition of 400) and slipcase edition (edition of 100).
- A Complete Examination of Middlesex. 2013. Londýn: Archive of Modern Conflict. ISBN 978-0-957049-05-5.
- Bruce Gilden. Photofile series. Londýn: Thames & Hudson, 2014. ISBN 978-0-500411-10-0.
- Bruce Gilden. Photo Poche series. Arles, France: Actes Sud, 2014. ISBN 978-2330019624. Předmluva: Hans-Michael Koetzle. Francouzsky.
- Moscow Terminus. New York: Dashwood Books, 2014. Vydání 1000 kopií.
- Face. Stockport, UK: Dewi Lewis, 2015. ISBN 978-1-907893-75-9. Text: Chris Klatell.
- Hey Mister, Throw me Some Beads!. Heidelberg, Germany: Kehrer, 2015. ISBN 978-3-86828-608-3.
- Un Nouveau Regard Sur La Mobilité Urbaine. Paris: La Martinière a RATP, 2015. ISBN 978-2-7324-7595-0.
- Syracuse, 1981. Tokyo: Super Labo, 2018. Vydání 1000 kopií.
- Only God Can Judge Me. Londýn: Browns, 2018. ISBN 978-0-9928194-7-7. Vydání 700 kopií.

### Publikace s příspěvky Gildena
- Magnum Stories. Londýn: Phaidon, 2004. ISBN 9780714865034. Editor: Chris Boot.
- Mirror Mirror: Portugal as seen by Magnum Photographers. Göttingen: Steidl, 2005. ISBN 978-3865211484. Fotografie: Bruno Barbey, Henri Cartier-Bresson, Thomas Hoepker, Jean Gaumy, Gilden, Josef Koudelka, Guy Le Querrec, Susan Meiselas, Inge Morath, Martin Parr, Gilles Peress, Georgij Pinchasov a Miguel Rio Branco.
- Coney Island. Paris: Trans Photographic, 2009. ISBN 978-2913176645. Fotografie: Johnny Miller a Baptiste Lignel. Text: Sophie Gilden a Bruce Gilden.
- Street Photography Now. Londýn: Thames & Hudson, 2010. ISBN 978-0-500-54393-1. Editor: Sophie Howarth a Stephen McLaren.
- Magnum Contact Sheets. Londýn: Thames & Hudson, 2011. ISBN 9780500544129.
- Magnum Contact Sheets. Editor: Kristen Lubben.
  - Magnum Contact Sheets. Londýn: Thames & Hudson, 2011. ISBN 9780500544129.
  - Magnum Contact Sheets. Londýn: Thames & Hudson, 2014. ISBN 978-0500544310. Compact edition.
  - Magnum Contact Sheets: The Collector's Edition: Bruce Gilden, Yakuza, 1998. Londýn: Thames & Hudson, 2011. ISBN 978-0500544129.

## Ocenění
- 1979: Artist's Fellowship, New York Foundation for the Arts, New York.
- 1980: Photographer's Fellowship, National Endowment for the Arts.[8]
- 1984: Photographer's Fellowship, National Endowment for the Arts.[8]
- 1984: Artist's Fellowship, New York Foundation for the Arts, New York.
- 1992: Photographer's Fellowship, National Endowment for the Arts.[8]
- 1992: Artist's Fellowship, New York Foundation for the Arts, New York.[9]
- 1995: Villa Medicis Hors les Murs (an artist's fellowship), od Institut de France.
- 1996: European Publishers Award for Photography za sérii Haiti.[10]
- 1999: Artist's Fellowship, from the Japan Foundation, za cyklus Tokyo Extremes.[11][12]
- 2000: Artist's Fellowship, New York Foundation for the Arts, New York.[9]
- 2013: Guggenheimovo stipendium od nadace John Simon Guggenheim Memorial Foundation.[13]

## Sbírky
Gildenova díla jsou umístěna v následujících sbírkách:
- Tokijské metropolitní muzeum fotografie, Tokio, Japonsko.[14]
- Victoria a Albert Museum, Londýn.[15]